# Sharsha
Sharsha (en bengali : শার্শা) est une upazila du Bangladesh dans le district de Jessore. En 1991, on y dénombrait 258 789 habitants.